# Catte Street

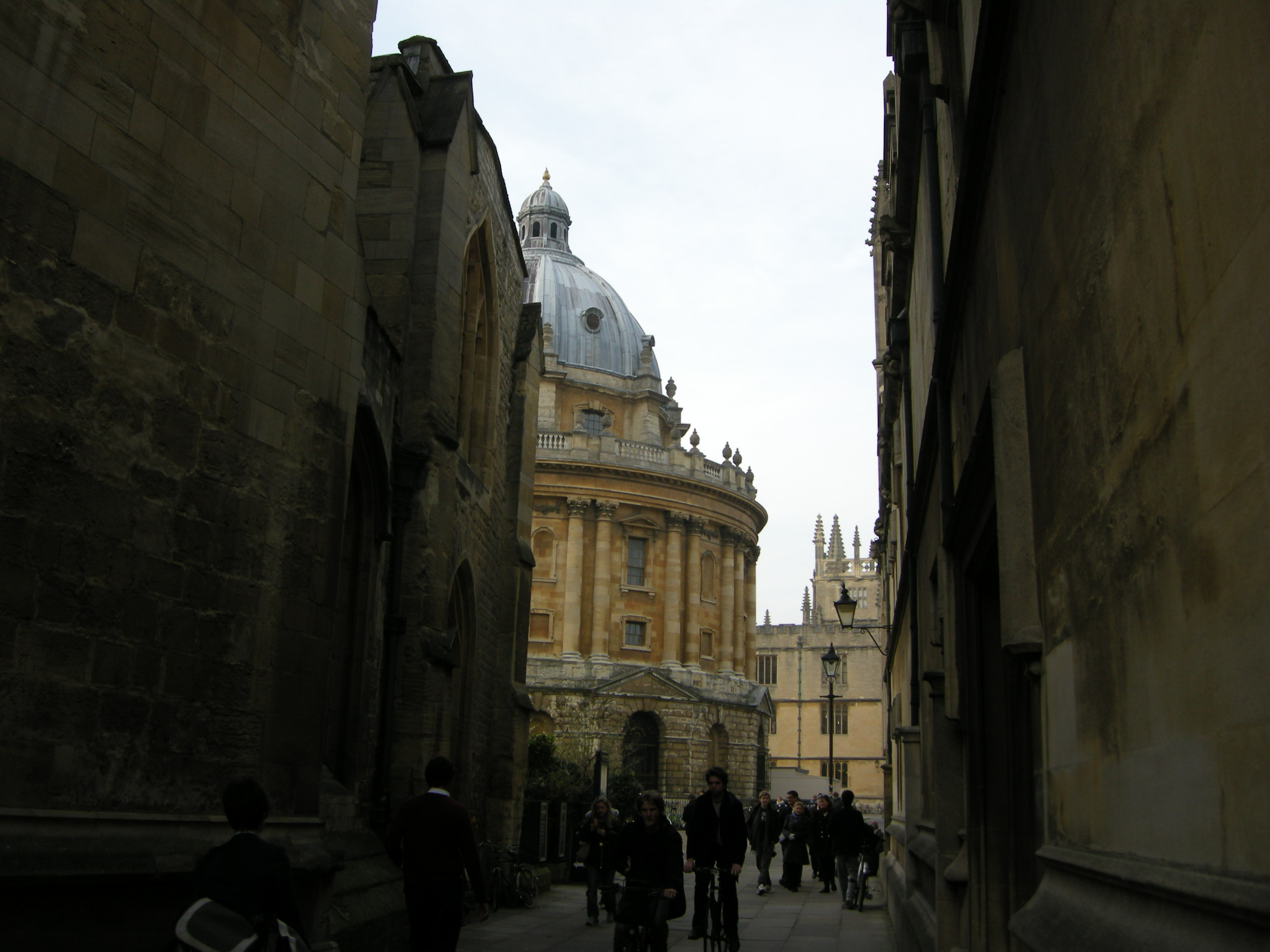
Catte Street sedd från High Street norrut. Till vänster University Church of St Mary the Virgin och Radcliffe Camera, i bakgrunden Bodleianska biblioteket och till höger All Souls College.

Catte Street är en gata i centrala Oxford i England, omkring vilken flera av Oxfords universitets historiska byggnader ligger.

## Sträckning
Catte Street löper i nord-sydlig riktning genom östra delen av den historiska innerstaden. Vid korsningen med Broad Street och Holywell Street i norr övergår den i Parks Road. Den går därifrån över östra sidan av Radcliffe Square och slutar i söder vid korsningen med High Street. Den sydligaste delen mellan Radcliffe Square och High Street är gågata sedan 1973.

## Byggnader vid Catte Street
Vid gatans norra ände ligger Clarendon Building på västra sidan i närheten av Sheldonian Theatre. Söder om dessa ligger Bodleianska bibliotekets historiska huvudbyggnad. Mitt emot Bodleianska biblioteket ligger på östra sidan fakulteten för modern historia i Indian Institutes tidigare byggnad och Suckarnas bro, som förbinder Hertford Colleges båda delar över New College Lane.
Längre söderut i höjd med Radcliffe Square ligger på östra sidan All Souls College och på västra sidan den cirkulära Radcliffe Camera. Vid gatans södra ände ligger universitetets kyrka University Church of St Mary the Virgin på västra sidan.

## Historia
Gatans namn omnämns som Kattestreete i början av 1200-talet, Mousecatcher's Lane (Vicus Murilegorum) år 1442, och som Cat Street under 1700-talet. I mitten av 1800-talet fick den namnet Catherine Street. Då gatunamnet dock användes även på en annan gata i östra Oxford fick gatan 1930 av Oxfords stadsfullmäktige åter namnet Catte Street, med en tidigare stavning från 1400-talet.
Gatan ledde ursprungligen fram till New College Lane där Oxfords stadsmur då gick. Vägen norr om New College Lane är idag del av Catte Street.
Illuminatören William de Brailes ägde under 1200-talet en fastighet intill Mariakyrkan, där han troligen hade sin verkstad.

## I fiktion
Catte Street omnämns i Philip Pullmans romansvit Den mörka materian.